# Gilbert Fuchs
Anton Gilbert Fuchs (* 1871 in Graz; † 1952) war ein deutscher Eiskunstläufer und Forstentomologe. Er ist der Eiskunstlauf-Weltmeister von 1896 und 1906.

## Werdegang

### Eiskunstlauf
Als Eiskunstläufer wurde Fuchs erster Weltmeister seiner Sportart. Er startete für den Münchener EV und damit für Deutschland und trainierte in der ersten öffentlichen Kunsteishalle Deutschlands, der 1892 eröffneten Unsölds Eisbahn. Er gewann 1896 die erste Weltmeisterschaft im Eiskunstlaufen in Sankt Petersburg. 1906 wurde er in München zum zweiten Mal Weltmeister.
Das Verhältnis zwischen ihm und seinem Dauerrivalen Ulrich Salchow war gespannt. So trat Salchow 1906 in München nicht an, weil er in Fuchs’ Heimatstadt Benachteiligungen durch die Preisrichter befürchtete, während Fuchs bei den Olympischen Spielen 1908 nicht antrat, weil er sich ebenfalls von Preisrichtern ungerecht behandelt fühlte. Fuchs besiegte Salchow lediglich ein einziges Mal, bei den Europameisterschaften 1901 in Wien. Hier wurde er allerdings auch „nur“ Zweiter. Europameister wurde Gustav Hügel aus Österreich.
Gilbert Fuchs erlernte den Eiskunstlauf im Selbststudium, nachdem er mehrere andere Sportarten ausgeübt hatte, wie Turnen, Gewichtheben und Steinstoßen. Er absolvierte das Gymnasium und anschließend den Militärdienst in einem Reiterregiment.

#### Ergebnisse
| Wettbewerb / Jahr        | 1895 | 1896 | 1897 | 1898 | 1899 | 1900 | 1901 | 1902 | 1903 | 1904 | 1905 | 1906 | 1907 | 1908 | 1909 |
| ------------------------ | ---- | ---- | ---- | ---- | ---- | ---- | ---- | ---- | ---- | ---- | ---- | ---- | ---- | ---- | ---- |
| Weltmeisterschaften      | -    | 1.   | (*)  | 3.   | -    | -    | 2.   | -    | -    | -    | -    | 1.   | 3.   | 2.   | -    |
| Europameisterschaften    | 3.   | -    | -    | -    | -    | -    | 2.   | -    | -    | -    | -    | -    | 2.   | -    | 2.   |
| Deutsche Meisterschaften | 1.   | 1.   | -    | -    | -    | -    | -    | -    | -    | -    | -    | -    | -    | -    | 1.   |

(*) verletzt bei einem Unfall beim Jagen in den Bergen

### Forstwissenschaftler
Gilbert Fuchs studierte Bodenkultur in Wien und Forstwissenschaft in München.
Er betrieb morphologische Studien zum Borkenkäfer, wozu auch das zweiteilige Werk Morphologische Studien über Borkenkäfer erschien, und promovierte 1929 über die Europäische Holzwirtschaft der Nachkriegszeit.

## Trivia
Sein Grab befindet sich auf dem Zentralfriedhof in Villach.

## Schriften (Auswahl)

### Forstwissenschaftliche Werke
- Über die Fortpflanzungsverhältnisse der rindenbrütenden Borkenkäfer verbunden mit einer geschichtlichen und kritischen Darstellung der bisherigen Literatur, München 1907
- Morphologische Studien über Borkenkäfer, 2. Teile, München 1911/1912
- Bauer und Großbesitz in Deutschösterreich. Gedanken und Vorschläge zur Bildung von Wald- und Weidgenossenschaften, Festigung der Bauerngüter, Hebung des Bauernstandes. Politisch-wirtschaftliche Studie, Karlsruhe 1919
- Neue an Borken- und Rüsselkäfer gebundene Nematoden, halbparasitische und Wohnungseinmieter. Freilebende Nematoden aus Moos und Walderde in Borken- u. Rüsselkäfergängen, in: Zoologische Jahrbücher, Band 59, Jena 1930
- Die europäische Holzwirtschaft der Nachkriegszeit, Dissertation, Wien 1931 (Hauptband und Ergänzungsband Österreichs Forst- und Holzwirtschaft)
- Einige Nematoden bei Scolytus scolytus F, in: Capita Zoologica, Deel 4, afl. 1, 's Gravenhage 1933
- Neue parasitische und halbparasitische Nematoden bei Borkenkäfern und einige andere Nematoden, in: Zoologische Jahrbücher (Band 70, Hefte 5/6, Band 71, Hefte 1/2), Jena 1937/1938
- Die steiermärkischen Landesforste. Landschaft, Ertragsbedingungen, Geschichte, Habilitationsschrift, Graz 1958

### Buch über Jagd
- Zum steirischen Erzherzog-Johann-Gedenkjahr 1959. Steirischer Jägerbrauch, Graz 1959

### Bücher über Eiskunstlauf
- Theorie und Praxis des Kunstlaufes am Eise, Villach-Lind 1926 (2. Auflage unter dem Titel Eiskunstlauf in Theorie und Praxis, bearbeitet von Bartholomäus Rausch, München 1954)